# Rhododendron P.J.M. Group
Rhododendron  P.J.M. Group — группа сортов вечнозелёных мелколистных рододендронов созданная в результате скрещивания R. carolinianum × R. dauricum var. sempervirens. Отдельные сорта этой группы довольно похожи, изменчивость проявляется в цвете листвы и цветков, сроках цветения и скорости роста. Сорта группы считается одними из самых надёжных и выносливых.
Используются в качестве декоративных садовых растений.
Под названием 'P. J. Mezitt' в продаже представлено большое количество разных клонов, несколько отличающихся друг от друга размерами цветков и пятнышкам на верхних лепестках. Путаница вызвана тем, что Эдмунд Мезитт выпустил в продажу несколько разных семенных саженцев еще до того, как дал названия некоторым из них. Существует лишь один настоящий клон 'P. J. Mezitt', но, поскольку неизвестно, что именно продается на рынке, все клоны стали называть общим названием PJM (или P.J.M.), или группа PJM. Именованными клонами являются, например, 'PJM Elite', 'PJM Regal' и 'PJM Victor'.

## Происхождение
На протяжении трёх поколений семья Мезитт в питомнике Weston занимается селекцией рододендронов адаптированных для выращивания в Новой Англии (зона морозостойкости — 5). При проведении этой селекционной программы особое внимание уделяется созданию сортов для ландшафтного использования. История начинается со скрещивания сделанного в 1939 году Эдом Мезиттом, сыном основателя питомника Питера Дж. Мезитта. Петр получил растения собранные миссионерами в китайской части Алтая, как впоследствии выяснилось, R. dauricum var. sempervirens (R. dauricum Semper-Virens Group). Пыльцой этого растения Эд опылил Rhododendron minus Carolinianum Group (R. carolinianum). В результате отбора сеянцев был создан ряд сортов P.J.M. группы.
В 1957 году было произведено скрещивание белой формы R. carolinianum с растениями P.J.M. группы. В результате были получены сорта 'Balta' и 'Laurie'. Оба сорта имеют аккуратную форму кроны, отличаются медленным ростом и цветут в начале мая (в зоне 5). Цветки в зависимости от сезона от бледно-розового до белого цвета. 
Эдмунд Мезитт назвал группу в честь отца, которого звали Peter John Mezitt.

## Биологическое описание
Куст имеет компактную и аккуратную форму, высота 120—182 см (до 300 см), ширина около 2/3 высоты. По данным производителя (зона морозостойкости — 5): высота 243 см, старые экземпляры могут достигать высоты 457 см. 
Кора серо-коричневая, гладкая.
Листья меньше, чем у R. carolinianum, эллиптические, 3,3—6,3 см длиной, плотные, тёмно-зелёные (зимой пурпурно-сливовые (красно-фиолетовые)), блестящие, при растирании ароматные.
Цветки яркие, розово-лавандовые. Конкретные клоны имеют цветки различных оттенков. 
Цветёт в середине-конце апреля.

## Сорта
'Black Satin' Edmund V. Mezitt, до 1972. В возрасте 10 лет высота растений около 90 см, ширина около 90 см. Листья вечнозеленые, 44×19 мм, зелёные, зимой цвета красного дерева. Соцветия терминальные, шаровидные, несут около 5—10 цветков. Цветки воронковидные, 25×32 мм, описываются, как красновато-фиолетовые или фиолетово-пурпурные с коралловым горлом. Выдерживает зимние понижения температуры до −29 °С.
'Elite' ('PJM Elite') Mezitt E.V., 1939. Сорт зарегистрирован в 1987 году. Высота взрослых растений около 243 см, старые растения могут достигать высоты 457 см. В Финляндии в возрасте 10 лет высота около 1,2 м. По данным сайта Deutsche Genbank Rhododendron в возрасте 10 лет высота растений около 90 см, ширина около 100 см. Рост энергичный, куст вертикальный, крона плотная. Листья эллиптические, зелёные, зимой бронзовые, 51×25 мм. Соцветия терминальные, шаровидные, 80×65 мм, несут 9—15 цветков. Цветки воронковидные, 25×38 мм, лавандово-розовые, цветёт позже, чем большинство сортов группы. Тычинки белые. Аромат отсутствует. Выдерживает понижения температуры до −32 °С, по некоторым данным до −35 °С. Зоны морозостойкости: от 4 до более тёплых. В условиях Нижегородской области полностью зимостоек. Плодоносит.
'Northern Starburst' Briggs Nursery, 1996 — тетраплоидная форма. Куст компактный, в возрасте 10 лет высота около 60 см. Соцветия куполообразные, несут 4—5 цветков. Цветки 40×65 мм, широко-воронковидные, фиолетовые. Побеги и листья относительно толстые. Листья 65×30 мм, эллиптические, края слегка загнуты вниз, летом тёмно-зелёные, зимой тёмные, серо-красно-коричневые, сохраняются 1—2 года. Черешки листьев чешуйчатые, длиной около 5 мм.
'Checkmate' (syn. 'PJM Checkmate') — карликовая, медленно растущая форма. Высота в возрасте 10—15 лет около 121 см, старые растения могут достигать высоты 243 см. Крона полусферической формы. Цветки мелкие, розово-лавандовые, в 5 зоне цветение в конце апреля. Рекомендуется небольших садов, где пространство ограничено. Это самый карликовый сорт группы 'P.J.M.'. Мутация 'Victor'. Зоны морозостойкости: от 5 до более тёплых.
'P. J. Mezitt' цветёт светлыми фиолетово-красными цветками весной, в Финляндии в арборетуме Мустила — в середине мая. За десять лет вырастает в густой округлый куст высотой более одного метра, согласно другому источнику в возрасте 10 лет высота около 1,2 м. Выдерживает понижения температуры до −32 °С, но бутоны могут быть повреждены уже при −21 °С после зимних оттепелей.
'P.J.M. Compact Form' — тетраплоид. Но настоящая карликовая форма. Цветки относительно крупные, листья относительно толстые. Крона вертикальная, густая.
'P.J.M. Lavender' — раннецветущий полукарлик, цветки бледно-розовые. Зелёная листва становится пурпурно-коричневой в зимний период.
'P.J.M. Princess Susan' — карликовая форма, отличается медленным ростом, цветки бледно-фиолетовые.
'Regal' — имеет бледно-розовые цветки, цветение более раннее чем у 'Elite' (в середине сезона для группы 'P.J.M.'). В Финляндии в возрасте 10 лет высота около 1,2 м. Ниже 'Elite', хотя и отличается энергичным ростом, крона более распростёртая. Выдерживает понижения температуры до −30 °С.
'Victor' — раннецветущий 'P.J.M.', отличается относительно медленным ростом и компактностью кроны.

## В культуре
Выдерживает понижения температуры до -32 °С. Корневая система выдерживает понижения температуры до -23 °C.
Зоны морозостойкости: от 4 до более тёплых.
Местоположение: солнце, полутень.  На солнечном месте соцветия покрывают весь куст. Однако, если растение слишком рано пробудилось после зимы, готовые к распусканию бутоны могут замерзнуть во время весенних ночных заморозков. Осенью часть листьев окрашивается в красивые осенние тона и опадает. На кончиках ветвей остаются листья, которые с приходом морозов становятся коричневыми. С наступлением весны к выглядящим мертвыми листьям возвращается зелёный цвет.
Почвы влажные, кислые, хорошо дренированная. В сравнении с другими сортами обладает хорошей приспособляемостью к особенностям почвы.
Посадка. Оптимальный диаметр ямы для посадки — 60 см, глубина — 40 см. Состав почвенной смеси: кислый верховой торф, садовая земля (суглинок) и сосновая подстилка, взятые в равных частях, или 1 часть садовой земли, 2 части кислого верхового сфагнового торфа. Верховой торф можно заменить сфагнумом.